# Jan Řehula
Jan Řehula (Cheb, 15 de noviembre de 1973) es un deportista checo que compitió en triatlón. 
Participó en los Juegos Olímpicos de Sídney 2000, obteniendo la medalla de bronce en la prueba masculina individual. Ganó una medalla de plata en el Campeonato Europeo de Triatlón de 1999 y una medalla de plata en el Campeonato Europeo de Xterra Triatlón de 2004.

## Palmarés internacional
| Juegos Olímpicos   | Juegos Olímpicos   | Juegos Olímpicos  | Juegos Olímpicos |
| Año                | Lugar              | Medalla           | Prueba           |
| ------------------ | ------------------ | ----------------- | ---------------- |
| 2000               | Sídney (Australia) | Medalla de bronce | Individual       |
| Campeonato Europeo |                    |                   |                  |
| Año                | Lugar              | Medalla           | Prueba           |
| 1999               | Funchal (Portugal) | Medalla de plata  | Individual       |

| Campeonato Europeo | Campeonato Europeo                    | Campeonato Europeo | Campeonato Europeo |
| Año                | Lugar                                 | Medalla            | Prueba             |
| ------------------ | ------------------------------------- | ------------------ | ------------------ |
| 2004               | Hluboká nad Vltavou (República Checa) | Medalla de plata   | Individual         |